# Christine Sinclair
Christine Sinclair (Burnaby, Colúmbia Britànica, 12 de juny de 1983) és una futbolista del Canadà que juga al Portland Thorns FC. També és jugadora de la selecció femenina de futbol del Canadà amb qui va aconseguir un or olímpic. També ha estat guardonada, dotze vegades, amb el premi de Millor jugadora canadenca de futbol.
El mes de febrer del 2016 es va convertir en la segona màxima golejadora internacional, superant a Mia Hamm i només darrere de Abby Wambach, que es va retirar amb 184 gols.

## Estadístiques

### Club
| Temporada | Equip                  | Lliga  | Partits | Gols | Assistències | Punts |
| --------- | ---------------------- | ------ | ------- | ---- | ------------ | ----- |
| 2009      | FC Gold Pride          | WPS    | 17      | 6    | 1            | 13    |
| 2010      | FC Gold Pride          | WPS    | 24      | 12   | 9            | 29    |
| 2011      | Western New York Flash | WPS    | 16      | 11   | 8            | 28    |
| 2013      | Portland Thorns FC     | NWSL   | 22      | 9    | 2            | 18    |
| 2014      | Portland Thorns FC     | NWSL   | 24      | 7    | 1            | 15    |
| 2015      | Portland Thorns FC     | NWSL   | 9       | 2    | 2            | 6     |
| 2016      | Portland Thorns FC     | NWSL   | 6       | 3    | 0            | 0     |
| Totals    | Totals                 | Totals | 118     | 50   | 23           | 109   |

### Participacions en tornejos mundials i olímpics
Christine Sinclair ha participat en quatre Mundials FIFA: EUA 2003, Xina 2007, Alemanya 2011 i Canadà 2015; en dos Olimpíades: Benijing 2008 i Londres 2012.